# Alexandre de Rège
 (avril 2017).
Alessandro De Rege di Gifflenga, connu en France sous le nom francisé Alexandre de Rège, né le 13 octobre 1775 à Tronzano Vercellese (Piémont), et mort le 14 décembre 1842 à Verceil (Piémont), est un général sarde de la Révolution et de l’Empire.

## Biographie
Élève de l’académie militaire de Turin en 1788, cornette dans le régiment de dragons la Reine au service du roi de Sardaigne en 1790, il devient lieutenant en 1792 au service de la France. Il est blessé à l'affaire de Gilette le 19 octobre 1793, puis de nouveau en novembre 1795. Capitaine en 1796, il est aide de camp du général Fresia, et il est fait prisonnier à la bataille de Verdorio le 28 avril 1799. Il est mis en congé de réforme le 7 juillet 1803.
Le 4 avril 1805 il reprend du service comme chef de bataillon, commandant le 3e bataillon de la Légion du Midi, et le 13 mai 1806 il rejoint l’armée d’Italie, pour prendre les fonctions d’aide de camp du général Lemarois le 2 septembre suivant. Il est nommé colonel le 27 janvier 1807, et il est fait chevalier de la Légion d’honneur le 14 mai 1807. Le 14 janvier 1808 il est affecté à l’armée du royaume d’Italie, et le 16 mai il devient chef d’état-major de la division de l’Adriatique. Le 14 juin 1808 il commande l’armée du royaume d’Italie par intérim. Il est créé chevalier de l’Empire le 15 janvier 1809, et le 21 juillet il est nommé aide de camp du Vice-roi Eugène de Beauharnais. Il reçoit le titre de baron de l’Empire le 14 avril 1810.
En 1811 et 1812, il participe à la campagne en Espagne, et il est élevé au grade d’officier de la Légion d’honneur le 1er avril 1811. Il prend le commandement du 31e régiment d’infanterie légère le 7 septembre 1811, et lors de la campagne de Russie il est affecté comme aide de camp d'Eugène de Beauharnais. Il est promu général de brigade le 15 août 1812, et il est blessé à la bataille de Maloyaroslavets le 24 octobre 1812. Le 23 janvier 1813 il commande la place de Berlin et le 15 septembre il est de retour en Italie avec le roi Eugène, comme commandant de la division de réserve. Le 11 décembre 1813, il assume le commandement de la défense de Brescia
Le 6 mai 1814 il démissionne de l'armée française, et il rejoint l’armée du royaume de Sardaigne avec le grade de lieutenant-général le 19 mai 1814. Il est fait grand-croix de l’ordre des Saints-Maurice-et-Lazare. Il est titulaire de la croix de chevalier de Saint-Louis.
Il meurt le 14 décembre 1842, à Verceil, à l'âge de 67 ans.

## Dotation
Le 15 août 1809, dotation de 6 000 francs de rente annuelle sur Rome et Erfurt.

## Armoiries
| Figure | Nom du baron et blasonnement |
| ------ | --- |
|        | Armes du baron Alexandre de Rège et de l'Empire, décret du 15 août 1809, lettres patentes du 14 avril 1810, officier de la Légion d'honneur Écartelé au premier et quatrième échiqueté d'azur et d'argent ; au deuxième des barons tirés de l'armée, au troisième d'or à la croix de sinople, le centre ouvert en carré, du champ - Livrées gris, bleu, blanc, rouge et verd, le verd en bordure seulement. |